# Январь 2024 года

Список событий января 2024 года.

## События
- 1 января
  - Окончательная интеграция Нагорного Карабаха в состав Азербайджана, упразднение Республики Арцах[1].
  - Вступление Бразилии в ОПЕК+[2].
  - Украина подверглась массированной атаке дронами «Shahed», которая длилась 11 часов. Погиб подросток, ещё три человека ранены[3].
  - В США истекли авторские права на образы Микки Мауса и Минни Маус, теперь они являются общественным достоянием (однако это касается только их ранних версий в первых мультфильмах Диснея)[4].
  - Серия землетрясений в Японии магнитудой до 7,6. Погибли 232 человека[5].
  - Вступление Египта, Ирана, ОАЭ, Саудовской Аравии и Эфиопии в состав БРИКС[6].

- 2 января
  - Россия нанесла массированный удар по Украине. В Киеве и Харькове повреждены жилые дома. Погибло 5 человек, 127 ранено[7].
  - Из-за нештатного схода авиационного боеприпаса с самолёта ВКС произошло падение российской ракеты на улицу в Петропавловке Острогожского района Воронежской области[8].
  - Во время спасательных работ при землетрясении в Японии самолёт береговой охраны столкнулся с пассажирским лайнером; все 379 пассажиров и членов экипажа загоревшегося лайнера были успешно эвакуированы, в то время как 5 членов экипажа самолёта береговой охраны погибли[9].
  - КНР и Таиланд объявили о введении безвизового режима между двумя странами с марта 2024 года[10].
  - В Республике Корея за три месяца до парламентских выборов совершено покушение на лидера оппозиции Ли Чжэ Мёна, в ходе которого он получил ножевое ранение шеи[11].
- 3 января
  - Англичанин Люк Хамфрис[англ.]* выиграл чемпионат мира по дартсу[12].
  - Во время церемонии по случаю четвёртой годовщины убийства Касема Сулеймани в иранском городе Керман произошли два взрыва, погибли 94 человек, ещё 284 человека ранено[13].

- 5 января
  - КНДР выпустила более 200 артиллерийских снарядов недалеко от южнокорейских островов Пэннёндо и Ёнпхёндо[14].
  - Гражданская война в Мьянме: MNDAA[англ.] захватили Лауккай, столицу самоуправляемой зоны Коканг[15].
  - У самолёта Boeing 737 MAX 9 авиакомпании Alaska Airlines, который был введён в эксплуатацию всего лишь в октябре 2023 года, во время рейса оторвался люк аварийного выхода. Из-за разгерметизации самолёт совершил экстренную посадку в Портленде, штат Орегон (США), пострадавших в результате происшествия нет[16][17].

- 6 января
  - Японская рентгеновская космическая обсерватория XRISM прислала первые научные данные. Она получила самый подробный рентгеновский спектр остатка сверхновой и пронаблюдала горячий газ внутри крупного скопления галактик[18].
  - Как минимум 11 человек погибли при ракетном обстреле[укр.] Покровска[19].
  - Японский прыгун на лыжах с трамплина Рёю Кобаяси третий раз в карьере стал победителем Турне четырёх трамплинов[20].

- 7 января
  - В Бангладеш прошли парламентские выборы[англ.][21]. Основная оппозиционная партия, Националистическая партия Бангладеш, эти выборы бойкотировала, правящая партия Авами лиг получила 223 из 300 мест в Национальной ассамблее Бангладеш, а её лидер, Шейх Хасина, осталась премьер-министром на пятый срок. Явка избирателей составила всего 40 % (в 2018 году — 80 %)[22].
  - Состоялась церемония вручения кинопремии «Золотой глобус»[23].
  - Сборная Германии по теннису стала победителем второго розыгрыша United Cup, завершившегося в Австралии[24].
  - Победителями лыжной многодневки Тур де Ски 2023/24 стали норвежец Харальд Эстберг Амундсен и американка Джессика Диггинс[25].

- 8 января
  - В бразильском штате Баия 25 человек погибли в результате столкновения туристического автобуса и грузовика[26].

- 9 января
  - 34-летний Габриэль Атталь стал новым премьер-министром Франции. Он самый молодой в истории премьер-министр Франции и первый открытый гей на этом посту[27].
  - Парламент Республики Корея принял закон, запрещающий разведение собак на мясо, а также торговлю собачатиной[28].
  - В Эквадоре вооружённые люди ворвались в студию телеканала: ведущих взяли в заложники. Это произошло на местном телеканале TC Television в городе Гуаякиль. После этого президент Эквадора Даниэль Нобоа подписал указ, который предусматривает объявление в стране состояние внутреннего вооружённого конфликта. Согласно указу, ряд группировок в Эквадоре признают террористическими. Вооружённым силам Эквадора отдан приказ нейтрализовать такие группировки. Инцидент на студии телеканала произошёл через день после того, как Нобоа объявил чрезвычайное положение. Причиной этому был побег из тюрьмы одного из самых известных главарей наркобанд страны Адольфо Масиаса[29].

- 10 января
  - В Германии начался 16-й чемпионат Европы по гандболу среди мужчин. В турнире принимают участие 24 сборные, чемпионский титул защищает сборная Швеции. Финал состоится 28 января[30]. В первый день два матча прошли на футбольном стадионе «Меркур Шпиль-Арена» в Дюссельдорфе, обе игры посетили по 53 586 зрителей, это стало рекордом посещаемости в истории гандбольных матчей[31].
  - В Литве начался чемпионат Европы по фигурному катанию[32].
  - Операция «Страж процветания»: Великобритания заявила о крупнейшей атаке хуситов в Красном море[33].
  - Гражданская война в Сомали: боевики «Аш-Шабаб» захватили экипаж вертолёта ООН[34].
  - Самораспустилась датская партия «Новые правые»[35].
  - Президентские выборы в США (2024): Бывший губернатор Нью-Джерси Крис Кристи принял решение выйти из предвыборной гонки[36].
- 11 января
  - Война в Газе: Международный суд ООН начал слушания по иску ЮАР к Израилю о возможном геноциде против палестинцев в секторе Газа[37].
  - Бывший президент США Дональд Трамп выступил с последним словом в суде, заявив о свой невиновности и обвинил следствие в мошенничестве[38][39]
  - Война в Газе: совет Международной федерации хоккея на льду принял решение отстранить сборную Израиля по хоккею с шайбой от соревнований под своей эгидой из соображений безопасности. IIHF должна отменить исключение Израиля из списка стран-участниц ЧМ по хоккею 2024, и обеспечить прозрачность того, как могло быть принято это неверное решение, заявила изданию Bild министр внутренних дел ФРГ Нэнси Фезер, которая также курирует в стране вопросы спорта[40].

- 12 января
  - В дождевых лесах Амазонии в долине Упано (Эквадор) археологи обнаружили разветвленную сеть древних городов. Лазерное картографирование местности выявило высокоструктурированные доиспанские поселения с широкими улицами и длинными прямыми дорогами, площадями и скоплениями монументальных платформ, возраст которых предшествует ранее известным сложным амазонским цивилизациям более чем на тысячелетие[41][42].
  - США и союзники нанесли авиаудары по объектам хуситов в Йемене[43].

- 13 января
  - Несмотря на угрозы КНР, на президентских выборах в Тайване победу одержал Лай Циндэ, выступающий за независимое развитие островного государства от материкового Китая[44].
  - Русская православная церковь и вторжение России на Украину: Церковный суд лишил сана бывшего настоятеля храма Троицы в Хохлах протоиерея Алексея Уминского, молившегося о мире, а не о победе[45].
  - 16-й чемпионат Европы по гандболу среди мужчин: сборная Фарерских островов, впервые выступающая на чемпионатах Европы или мира, сенсационно свела вничью матч против команды Норвегии, уступая 23:26 за 97 секунд до конца игры[46].

- 14 января
  - В Дании состоялась церемония отречения королевы Маргрете II; новым королём Дании стал её сын Фредерик X[47].
  - Вооружённые силы Украины заявили о сбитии над Азовским морем российского самолёта ДРЛО А-50[48], а также самолёта Ил-22, предположительно бывшего центром управления полётами[49].
  - После состоявшихся на Тайване президентских выборов, островное государство Науру отозвало признание Тайваня и установило отношения с материковым Китаем[50].
  - Вооружённый конфликт в Эквадоре: отпущены 158 охранников и 20 административных сотрудников, которые в течение недели удерживались в заложниках в семи тюрьмах Эквадора с начала бунтов заключённых в ходе которых сбежал главарь преступной группировки «Los Choneros»[51][52].

- 15 января
  - Суд в Иране приговорил лауреатку Нобелевской премии мира 2023 года правозащитницу Наргиз Мохаммади, которая и так находится в заключении, отбывая 10-летний тюремный срок, ещё к 15 дополнительным месяцам лишения свободы по делу о распространении «пропаганды» против Исламской Республики[53][54].
  - Президентские выборы в США: Состоялся первый раунд республиканских праймериз: в штате Айова кандидат Дональд Трамп одержал сокрушительную победу, выиграв в 98 из 99 округов штата (в одном из округов победила кандидат Никки Хейли[55]), примечательно, что 2016 году в Айове Трамп смог набрать большинство голосов только в 37 из 99 округов; Кандидат Вивек Рамасвами принял решение выйти из предвыборной гонки; второй раунд республиканских праймериз состоится в штате Нью-Гэмпшир 23 января[56].
  - В Давосе (Швейцария) открылся очередной Всемирный экономический форум. Он продлится до 19 января[57].

- 16 января
  - Иран нанёс ракетные удары по объектам в Пакистане[58], Ираке и Сирии[59]. Ирак отозвал своего посла из Тегерана; как утверждает Иран, эти объекты были связаны с разведывательной сетью Израиля[60].
  - Американская компания Synopsys, занимающаяся проектировании интегральных схем, объявила о покупке разработчика программного обеспечения ANSYS, стоимость сделки составит 35 млрд долларов[61].
  - Британская нефтегазовая компания Shell объявила о продаже добывающих активов в Нигерии, где работала с 1930-х годов; покупателем стал консорциум из 4 нигерийских компаний и одной швейцарской[62].

- 17 января
  - Во время судебных слушаний над башкирским активистом Фаилем Алчиновым, в городе Баймак в республике Башкортостан (РФ) начались массовые протесты[63].
  - Пакистан отозвал своего посла из Ирана после «инцидента с нарушением воздушного пространства»[64].
  - По итогам 2023 года продажи смартфонов в мире сократились на 3,2 % до 1,17 млрд штук, самого низкого показателя за последние 10 лет. Наибольшую долю на рынке имела компания Apple (20 %), Samsung Electronics, до этого лидировавшая 12 лет подряд, заняла второе место с долей 19,4 %, в первую пятёрку вошли также 3 китайских компании: Xiaomi, Oppo и Transsion Holdings[65].

- 18 января
  - Во втором круге Открытого чемпионата Австралии по теннису Анна Блинкова обыграла третью ракетку мира Елену Рыбакину со счётом 6-4 4-6 7-6(22-20). Тай-брейк третьего сета продолжался 31 минуту (весь третий сет продолжался более 1,5 часов) и стал рекордным в истории турниров Большого шлема по количеству разыгранных очков. Блинкова отыграла за матч 8 матчболов[66][67].

- 19 января
  - Японский зонд SLIM успешно прилунился. SLIM совершил мягкую посадку на поверхность Луны вблизи крошечного кратера Сиори (13,3° ю. ш., 25,2° в. д.)[68].
  - В Пхёнчхане прошла церемония открытия IV зимних юношеских Олимпийских игр[69].

- 21 января
  - Вторжение России на Украину: обстрел Донецка, российская сторона заявила о 28 погибших[70].
  - В Усть-Луге неизвестные БПЛА атаковали расположенный в прибрежной зоне завод «Новатэка». В момент взрыва газового резервуара у причалов находились три крупных танкера, которые прибыли из Бельгии, Омана и Ливии. Пострадавших в результате пожара нет, персонал эвакуирован[71].
  - Президентские выборы в США: губернатор Флориды Рон Десантис прекратил борьбу за пост президента и поддержал Дональда Трампа[72].
  - 100 лет со дня смерти Владимира Ильича Ленина: регионах России прошли акции памяти, возложение цветов к памятнику Ленина, в участии принимала партия КПРФ во главе с Геннадием Зюгановым, они почтили память Ленина, возложили цветы и венки к мавзолею на Красной площади в Москве[73][74].

- 23 января
  - В Пхеньяне была снесена Арка Воссоединения[75].
  - Землетрясение в Семиречье.

- 24 января
  - Вторжение России на Украину: в Белгородской области был сбит военно-транспортный самолёт Ил-76, все находящиеся на борту погибли[76].
  - Президентские выборы в США: экс-президент США Дональд Трамп выиграл республиканские праймериз в Нью-Гэмпшире, победив своего последнего оставшегося соперника от республиканской партии Никки Хейли[77], Хейли признала своё поражение[78]. На демократических праймериз в Нью-Гэмпшире победил действующий президент США Джо Байден, несмотря на то, что его фамилии не было в бюллетене[79].
  - Стрелки Часов Судного дня остались на отметке 90 секунд до полуночи[80].
- 25 января
  - Игорь Гиркин-Стрелков приговорён судом к 4 годам колонии[81].
  - Дарья Трепова приговорена судом к 27 годам колонии за убийство Владлена Татарского[82]. Это самый большой срок заключения для женщины в истории современной России[83].
  - В США впервые провели казнь методом удушения азотом[84].

- 26 января
  - Международный суд ООН потребовал от Израиля принять меры по недопущению геноцида в секторе Газа[85].

- 27 января
  - Самое крупное круизное судно в мире, Icon of the Seas, отправилось в первое плавание из порта Майами; оно имеет 20 палуб и вмещает около 8 тыс. пассажиров[86].

- 28 января
  - Нигер, Мали и Буркина-Фасо объявили о своём выходе из ЭКОВАС[87].
  - Церинг Тобгай стал новым премьер-министром Бутана[88].
  - Вандалы-экоактивисты проникли в Лувр и облили «Мону Лизу» супом[89].
  - Сборная Франции выиграла чемпионат Европы по гандболу среди мужчин, победив в финале в овертайме команду Дании. Лучшим игроком турнира признан француз Недим Ремили[90].
- 29 января
  - Поддерживаемая Ираном группа ополченцев из Ирака (IRI) нанесла удар беспилотником[англ.] по военной базе США «Tower 22» на границе Иордании и Сирии, в результате чего трое американских военнослужащих погибли, более 30 получили ранения[91][92].
  - Суд Гонконга постановил начать процедуру ликвидации Evergrande Group. С долгом более 300 млрд долларов США это стало крупнейшим банкротством строительного сектора Китая и одним из крупнейших банкротств в мире[93].
  - Украинский БПЛА впервые долетел до Ярославля[94].
  - Спортивный арбитражный суд дисквалифицировал фигуристку Камилу Валиеву на четыре года за нарушение антидопинговых правил, её результаты с декабря 2021 года аннулированы. Сборная ОКР будет лишена золота Олимпийских игр 2022 года за победу в командном первенстве[95].
- 30 января
  - В России произошёл масштабный сбой в работе интернета в доменной зоне .ru. Сбой возник из-за технической проблемы у глобальной инфраструктуры надстройки над системой доменных имен, предназначенной для повышения безопасности (DNSSEC)[96].
  - Бывший премьер-министр Пакистана Имран Хан и бывший министр иностранных дел Шах Мехмуд Куреши были осуждены на 10 лет каждый по делу о разглашении государственной тайны[97].

- 31 января
  - Ракетный катер «Р-334» «Ивановец» был атакован на рейде озера Донузлав морскими дронами ГУР МО Украины, в результате чего затонул[98].
  - В Тихом океане возможно найдены обломки пропавшего в 1937 году самолёта Амелии Эрхарт. Обломки двухмоторного самолёта Эрхарт Lockheed Model 10 Electra обнаружила американская научно-исследовательская компания Deep Sea Vision (DSV), к западу от острова Хауленд[99].
  - Во Франции правительство применило бронетехнику для предотвращения блокировки протестующими фермерами[англ.] оптового рынка в Рёнжи, 18 протестующих были задержаны. Тем временем протесты фермеров из Франции распространились также в Бельгию, Испанию, Италию и Германию. Причиной протестов стали снижение дотаций на дизельное топливо, усиление экологического регулирования и беспошлинный импорт агропродукции из Украины и Латинской Америки[100].